# Kermit (Texas)
Kermit è una città degli Stati Uniti d'America, situata nello Stato del Texas, nella Contea di Winkler, della quale è anche il capoluogo.